# 太平洋舰队 (俄罗斯)
太平洋舰队（俄语：Тихоокеанский флот，羅馬化：Tikhookeanskiy flot），苏联时期舊名红旗太平洋舰队（Краснознамённый Тихоокеанский флот，是俄罗斯海军的一部分，駐紮在太平洋，任务是保护苏联及后来俄罗斯的东亚边界。舰队的总部為海參崴，而堪察加半島上的堪察加彼得罗巴甫洛夫斯克則是該艦隊另一个重要基地。在苏联时期太平洋舰队的总指挥也负责管理和命令苏联的印度洋舰队以及印度洋内的舰队基地。太平洋艦隊的主要作戰使命是应对日本、美國的武裝力量。

## 历史

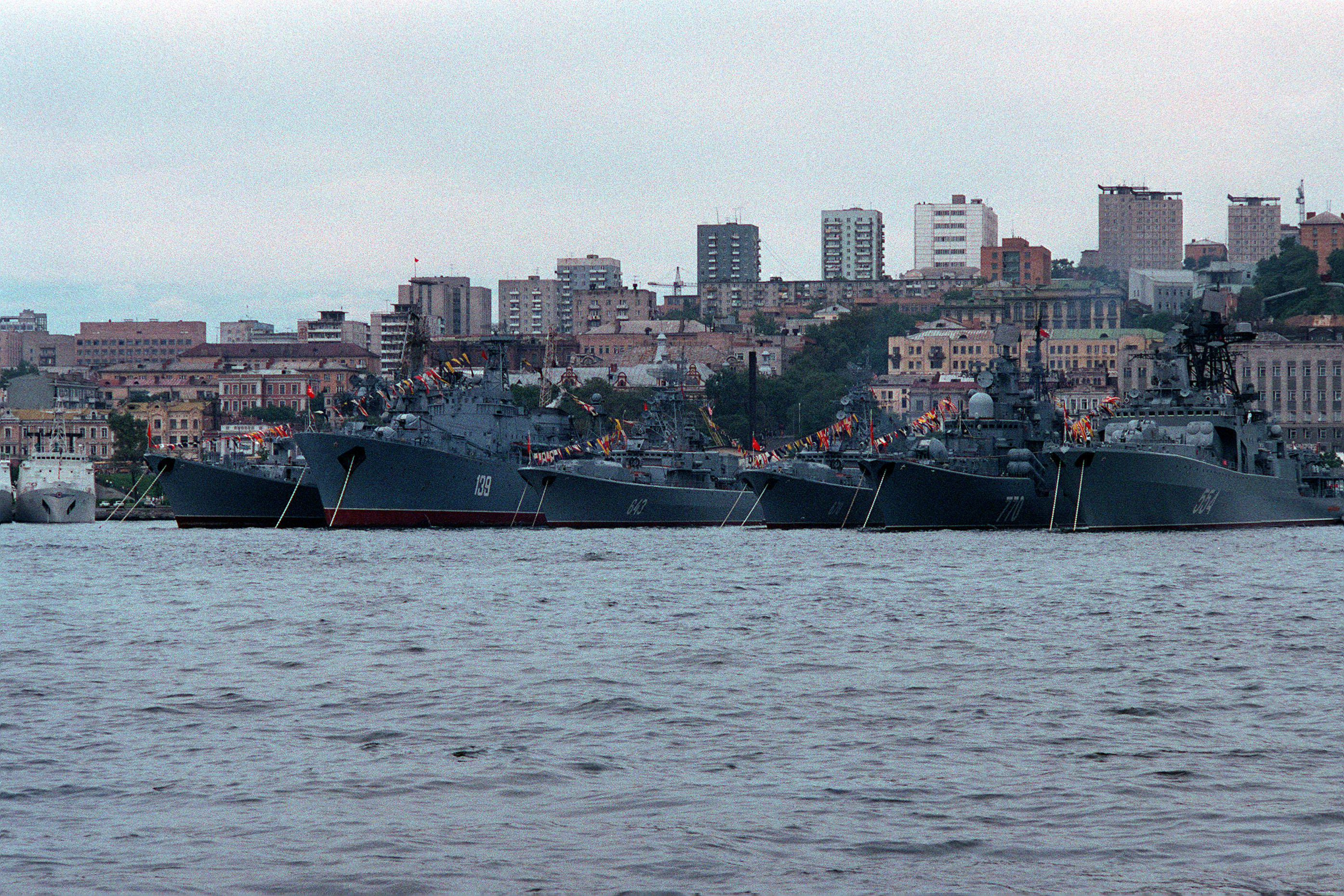
停泊在母港海參威港內的太平洋舰队船隻。攝於1990年9月。

1647年俄罗斯在太平洋海岸建造第一座俄罗斯海港。1731年俄罗斯在太平洋海岸设立“鄂霍茨克区舰队”（Oхотская Военная Флотилия），其任务是海岸巡逻和保护渔船。1799年三艘驱逐舰和三艘小船被派往鄂霍次克，其任务在于组成一支有作战力的军事舰队。1849年彼得羅巴甫洛夫斯克成为该舰队的基地，一年后该舰队被移到阿穆尔河畔尼古拉耶夫斯克。1854年在克里米亚战争时期该舰队帮助保护巴甫洛夫斯克。1856年该舰队被改名为“西伯利亚区舰队”（Сибирская Военная Флотилия）。1871年移防海參崴。
19世纪末和20世纪初西伯利亚舰队还只有很少船只。由于俄罗斯与日本的关系日益恶化俄罗斯政府设立一个特殊造船项目来对付东亚的情况。由于这个项目的速度不高，因此1904年波羅的海艦隊的船只被调到太平洋。1904年、1905年日俄战争爆发时俄罗斯在远东的海军势力包括驻扎在旅顺口的第一太平洋支队（七艘战列舰、八艘巡洋舰、13艘鱼雷艇和两艘炮艇）以及驻扎在海參崴的西伯利亚区舰队（包括两艘巡洋舰、两艘水雷巡洋舰、12艘鱼雷艇和五艘炮艇）。在日俄战争中俄罗斯太平洋舰队的大多数船只在黄海海战和旅順會戰中被日本摧毁或者俘获。这段时间里舰队的指挥官为斯捷潘·馬卡羅夫和威廉·維特捷夫特。
1905年俄国革命时太平洋舰队的水手积极支持革命运动并参加1906年1月和1907年10月在海参崴爆发的武装革命。1918年，西伯利亚区舰队和阿穆尔河区舰队的水手支持在远东建立苏维埃政权，抵抗白军和美国、日本、英国和法国的远征军。在俄国内战期间协约国西伯利亚远征军将几乎所有依然有作战能力的西伯利亚区舰队和阿穆尔河区舰队的船只掠走开往国外，并解除了海岸防线的武装。
1920年2月11日，阿穆尔省苏维埃执行委员会决定建立布拉戈维申斯克海军支队；不久又建立哈巴罗夫斯克海军支队，有200人。1920年3月11日在远东地区组建人民革命军。1920年4月在符拉迪沃斯托克组建“太平洋分舰队”，包括三艘驱逐舰与六艘联络船，人员1600人。1920年4月4日日本干涉军对远东多座城市的人民革命军发动突袭，全歼太平洋分舰队。1920年4月6日在上乌丁斯克成立远东共和国。1920年5月10日，布拉戈维申斯克海军支队与哈巴罗夫斯克海军支队合并为“阿穆尔分舰队”，司令员坎尤克，政委萨奇科夫，参谋长舍韦廖夫，任务是配合阿穆尔战线（司令希洛夫）运送军用物资与人员。俄共（布）濱海邊疆州执行局在达利涅戈尔斯克组建红色游击区舰队，为日本海沿海游击队运补。1922年9月，阿穆尔河区舰队的武装船只肃清下阿穆尔与乌苏里江沿岸的白卫军与干涉军。1922年10月25日解放符拉迪沃斯托克后，1922年12月使用符拉迪沃斯托克舰艇队（改编为符拉迪沃斯托克舰艇支队）和阿穆尔河区舰队合并为苏联远东海军，司令员伊万·库兹米奇·科扎诺夫，政治副司令员巴季斯，参谋长谢斯特列尼科夫，政治处主任科尔宾。1923年苏联就已经在海参崴设立一个船局，着手修理军舰和其它船只。1923年4月派出两艘武装船与800多军人，解决苏俄国内战争最后一场雅库特叛乱。随后几年巡逻远东海岸消灭零碎的白军残余叛乱。1925年签订《苏日基本条约》，日本外交承认苏联并建立大使级外交关系，向苏联归还了北萨哈林岛，远东局势缓和。1926年苏联远东海军撤销，驻扎在海参崴的舰只被划给远东海岸边防部队；阿穆尔河区舰队则自成红海军的一支舰队，并于1926年9月改称“远东区舰队”。1926年苏联工业产值超过1913年，完成战争创伤恢复。
1929年苏联与张学良东北地方政府在关于中东铁路的问题上发生冲突时，奥佐林指挥的远东区舰队与东北军松花江江防舰队交火。当时，远东区舰队辖3个舰艇大队、1个扫雷舰中队、1个航空队（14架飞机）和1个陆战营。1929年10月12日凌晨五时，在松花江汇入黑龙江之处爆发了三江口水战，据中方侦查的参战苏联舰艇包括：斯加斯克率领的旗舰“斯维尔德洛夫”号浅水重炮舰、“孙中山”号浅水重炮舰、“红色东方”号浅水重炮舰，“列宁”号浅水重炮舰、“红旗”号内河炮舰、“无产者”号内河炮舰；计有152毫米大炮4门，120毫米大炮26门，85毫米高射炮6门，37毫米高射炮8门并有飞机十余架支援。由于东北海军司令沈鸿烈和江防舰队舰队长尹祖荫都离开同江前线，东北江防舰队则由“江亨”舰长尹祚干代理指挥“利捷”（旗舰）、“利绥”、“江平”、“江安”、“江泰”等六艘浅水炮舰，及“东乙”号武装驳船作为拖拽炮台。除“江亨”为550吨，“利济”为360吨，其余均在200吨以下，全舰队120毫米炮5门。江平、江安、江太、利捷、东乙等5舰被击沉，利绥舰受重伤逃回富锦。中方声称击伤苏联2艘、击沉1艘军舰，击落2架战机；但据苏方记录，苏军战死5人，负伤24人。三江口水战同时，苏联两艘炮舰掩护“劳动”、“卡尔·马克思”、“马克·瓦良金”、“巴维尔·茹拉夫列夫”号四艘武装轮船搭载步兵第2师沃罗恰耶夫团的一个营四百多人在同江县城以东约5公里处登陆，进攻中国军队驻地。守卫该地区的东北海军陆战大队和陆军第九旅的孟昭林营协同抵抗，击退苏军的首次攻击。东北军损失惨重，伤亡官兵500余人，海军陆战队大队长李润青以下70余人被俘。第二天苏军撤出同江县城。沈鸿烈星夜赶回富锦。10月14日，东北军先后把6只拖船、2只商船和2艘军舰沉在富锦下游14公里处的航道上，形成堵塞线；并在附近设置坚固的炮兵阵地和长达13公里的掩体线，破坏从同江到富锦公路上所有桥梁。在同江之战中，据沈鸿烈报称，东北海军伤亡500多人（包括海军陆战队），军舰被击沉4艘，重伤1艘，“海骏”号炮艇（45吨）被苏军俘获，改名“Pobieda”号；陆军阵亡营长孟昭林以下军官17名、士兵350名；中方公布苏军飞机被击落2架（也有资料称是1架），苏联军舰被击沉3艘，伤4艘，人员伤亡300余名。10月30日，远东区舰队司令Я·И·奥佐林由苏联远东特别集团军革命军事委员会授权，负责指挥进攻并消灭富锦一带中国军队。苏军兵力编为两个组，第一组为突击队，由奥佐林亲自指挥，包括浅水重炮舰“红色东方”号、“孙中山”号，炮舰“红旗”号、“无产者”号、“布里亚特人”号，布雷舰“有力”号，装甲艇“巴尔斯”号和两艘扫雷舰，其任务是歼灭停泊在富锦的江防舰队残部。第二组由步兵第二师师长И·奥奴弗里耶夫指挥。该组编有浅水重炮舰“斯维尔德洛夫”号，炮舰“贫民”号和运输队的轮船，负责运载沃罗恰耶夫团和第五阿穆尔河团登陆，攻占富锦；另有“列宁”号浅水重炮舰，任务是掩护突击队，派遣水兵重新占领同江，并负责掩护舰队主力后方。中国方面，陆军集中了两个步兵旅、三个骑兵团和一个警察队；海军方面，“江亨”舰驻守富锦，“利济”舰驻守绥滨，“利川”号拖船在富锦以东30华里的高家屯，“江清”舰和舰队长尹祖荫在依兰。10月31日早9时，苏舰7艘突然破坏拦江索，进入富锦江岸，与中国军队激战，有少数骑兵登岸。中方的"利绥"，"利川"舰先后自沉，只有"江亨"舰参战，但仅发炮三发便自沉，此即富锦水战。午后7时，苏船21艘由松花江上驶，骑兵一部由吐子元上陆，节节进逼富锦。9时，苏舰7艘靠近富锦江岸，步兵第2阿穆尔师步骑炮兵约六、七百名登陆。东北军不战自溃，11时富锦县城被占。中国军队退向桦川。苏军将“文武机关分别焚烧”，通讯机关尽数破坏。将锦昌火磨等“所有面粉”“分给贫民”，并将“械弹及军需品尽数掠去”。11月1日晚，苏军步骑炮兵由东门撤走。2日晨苏舰陆续撤走。据苏方记载，此战有近300名中国军人战死，数千人被俘，而苏军只死亡3人，伤11人。中方松花江舰队全军覆没，同时有9艘商船被抓捕。
由于此后发生战争的可能性不断提高，苏联不断加强其远东区舰队。因此苏联向远东迁居数千人。船只、武器和设备被拆装后也被运到远东。同时在太平洋地区新建的船坞中开始建造战舰。因此很快远东舰队就拥有3个舰艇大队（潜水重炮舰、炮舰、装甲舰共计14艘）、扫雷中队、海军航空兵14架飞机、陆战队1个营和海岸防御军队。
1931年9月18日，日本军事占领滿洲，苏联远东暴露在日本陆海军的包围之下。1932年结束的苏联第一个五年计划，奠定了苏联大工业基础，装备制造能力飞跃。联共 (布)和苏联人民委员会于1932年4月13日决定重新设立“远东海军”，司令员维克托罗夫，参谋长索隆尼科夫，政治部主任布雷日金。1932年4月21日舰队第一号命令公布组织结构，这天成为太平洋舰队诞生日。1932年5月4日组建扫雷布雷支队。由一战前渔船改装的“托木斯克”号布雷舰航海长是戈尔什科夫。来自波罗的海的一支鱼雷艇大队（12艘）入役，八艘拆散经铁路运来的Щ级潜艇开始在符拉迪沃斯托克金角湾远东工厂组装。到年底舰队有8300人，12个岸炮连，6个高炮连，53架飞机。阿穆尔河舰队又被从远东海军中分出，自成一队。
1933年远东海军的舰艇数量翻一倍，组装的两艘潜艇下水入役。1934年远东海军又通过铁路获得26艘小型潜艇，同时海军航空兵和海岸炮的设立也不断继续。1935年1月11日远东海军被改名为太平洋舰队。1936年第一批驱逐舰“斯大林”号与“沃伊科夫”号从北方航线加入太平洋舰队，这是苏联军舰首次完成北冰洋航线。1937年为了有效地补充太平洋舰队，从波罗的海舰队派出两艘驱逐舰用75个昼夜沿着北方海路，在浮冰之间完成了此次航程，到达符拉迪沃斯托克。1939年从黑海舰队调来新驱逐舰和巡洋舰加入太平洋舰队。到二战结束，太平洋舰队作为作战军团，主要任务就是保卫海上交通线及海军基地，防止敌人从海上、空中和陆地突袭舰队的主要基地和滨海边疆区南部的沿岸；在沿海地区支援陆军作战，尤其是在波西耶特湾地区防止敌方从海上攻击沿岸部队的左翼；安全快速地运送参加战斗的部队以及完成侦察任务，等等。
从1937年至1938年苏联日本又多次发生军事冲突。1938年7月日本驻朝鲜军越过图们江入侵苏联边界，发生张鼓峰事件。苏联太平洋舰队缺少作战规划。1938年7月29日舰队作战部的处长М.С.克列维尼斯基与下属一起，日以继夜地工作，短时间内制定出了作战准备计划，并立即开始实行。由于符拉迪沃斯托克通往张鼓峰的公路（当时还没有修建哈桑铁路支线）沿途桥梁都被洪水冲毁，苏联作战部队之间的联系、物资装备的供应、运送增援部队都要依靠海上交通线完成。太平洋舰队首先成立海军特遣队，指挥员М.П.斯克里加诺夫，政治委员Д.И.萨维洛夫，下辖两个运输组（分别由舰队的辅助舰船与地方上的航运公司的船只组成）、装卸组、运输规划组。此外，还集中沿岸的渔船从符拉迪沃斯托克运送物资到波西耶特湾。装卸组的主要任务是从符拉迪沃斯托克装船至波谢特湾卸船，波谢特停泊点是单一码头，卸货需要借助于吊车而且一次只能卸一艘海洋轮船的货物。张鼓峰事件中从符拉迪沃斯托克至波谢特运送超过2.7万人次，运输货物达1万吨。扎沃龙科夫指挥太平洋舰队航空兵歼击机第1、第14团掩护波西耶特和符拉迪沃斯托克的运输航线，并参与了对日军在扎奥泽尔纳亚高地（張鼓峰）与别齐米扬纳亚高地（沙草峰）火力点的轰炸。舰队水上飞机运载弹药、装备直接降落在哈桑湖水面，卸下货物返程时将伤员运至符拉迪沃斯托克。戈尔什科夫任支队长的第七舰艇支队护送运输船以及在弗鲁杰里姆岛区域、图们—乌拉河口区域承担侦察巡逻任务。舰队水兵组成反坦克营参加张鼓峰峰顶战斗。
第二次世界大战开始时太平洋舰队有两个水面舰队支队、四个潜艇支队、一个鱼雷艇支队、数个其它船只和巡逻艇独立大队、若干航空兵旅、海岸炮连和海军陆战队。
由于日本与納粹德國联盟，苏联不得不在太平洋地区保留许多军力。虽然如此在德国入侵苏联后太平洋舰队还是向欧洲战场派遣许多官兵和武备。1943年苏联国防部下令从太平洋舰队把一艘重驱逐舰、两艘驱逐舰和一支潜艇分队派给北方舰队。在第二次世界大战中共有14.3万名太平洋舰队的官兵参加陆上战斗，他们参加列宁格勒、敖德薩、塞瓦斯托波爾和斯大林格勒的战役。1945年首先冲入柏林国会大厦的营是由一名太平洋舰队的军官指挥的。
1945年8月太平洋舰队有两艘巡洋舰、一艘驱逐领舰、十艘驱逐舰、两艘雷击舰、19艘护卫舰、78艘潜艇、十艘布雷舰、52艘扫雷舰、49艘猎潜艇、204艘鱼雷艇和1549架飞机。
对德战争结束后8月9日苏联按照协议对日本宣战。阿穆尔河区舰队参加对中国东北的关东军作战，对抚远、富锦要塞区、佳木斯、哈尔滨实施登陆作战。太平洋舰队对日本占领的朝鲜北部协助第25集团军登陆攻占雄基、罗津、清津、元山等城市。此外北太平洋区舰队还参加千島群島登陆作战和日本占领的南萨哈林岛进攻战役。17万海军人员获得“战胜日本”作战纪念章，3万多海军军人获得政府奖励，52名海军军人获得“苏联英雄”称号，19艘舰队、编队、部队获得“近卫”称号。
1947年1月，太平洋舰队一分为二：第5舰队(主要海军基地在符拉迪沃斯托克与旅顺)和第7舰队(主要海军基地在苏维埃港)。1953年4月，两支舰队再次合并为太平洋舰队。
冷战开始后在1950年代中苏联开始大量扩张其海军。太平洋舰队获得许多现代舰只，其中包括核潜艇、导弹艇和现代的间谍技术。
1958年十一前夕，赫鲁晓夫访华，與毛澤東就联合舰队、长波电台等问题冲突，導致中蘇交惡。 
苏德战争胜利二十周年时，苏联最高苏维埃主席团于1965年5月7日颁布命令，授予太平洋舰队红旗勋章。自此改称“红旗太平洋舰队”。
1972年太平洋舰队的舰只在孟加拉国请求下在吉大港帮助排雷。这个行动中動用23艘船只，對1500平方公里的海面進行扫雷。1974年在埃及政府邀请下太平洋舰队的舰只在苏伊士湾帮助排雷，在这次行动中一艘船中雷受重伤。1975年三艘舰只在印度洋的毛里裘斯救济狂风带来的灾害。1979年太平洋舰队在越南金兰湾军事基地设立重要的海外基地，以构建围堵中国的反华包围圈。
太平洋舰队不断在太平洋和印度洋活动来保护苏联的利益。此外它还被用来访问其它国家。其另一个任务是保护苏联的东部海疆。
苏联解体后太平洋舰队的情况有所变化。由于缺乏技术和财政支援，它的作战力和战备情况下降。由于政治情况的变化俄罗斯也没有必要维持对美国的核威胁。儘管如此俄罗斯仍企图维持它在太平洋地区的舰队力量。但俄羅斯根本无力负担海外驻军的庞大开支，加之合同到期以后每年3亿美元的租借费，囊中羞涩的俄罗斯于2001年宣布不再续租金兰湾。其实在此之前，金兰湾基地就已经人去楼空，机场跑道设备年久失修，甚至都无法保证飞机的安全起降。
2007年9月俄罗斯海军与美国海军在北太平洋进行聯合演习。
2022年俄羅斯入侵烏克蘭前，為支援黑海艦隊，太平洋艦隊派出光榮級導彈巡洋艦瓦良格号及無畏級驅逐艦特里巴特斯海軍上將號前往黑海，但戰爭爆發後被土耳其根據《蒙特勒海峽制度公約》拒絕通過土國海峽。兩艦在地中海等待9個月後，最終折返海參崴基地。
2022年3月28日，乌克兰武装部队总参谋部表示俄羅斯將太平洋艦隊的俄罗斯第155海军步兵旅部署至烏克蘭。

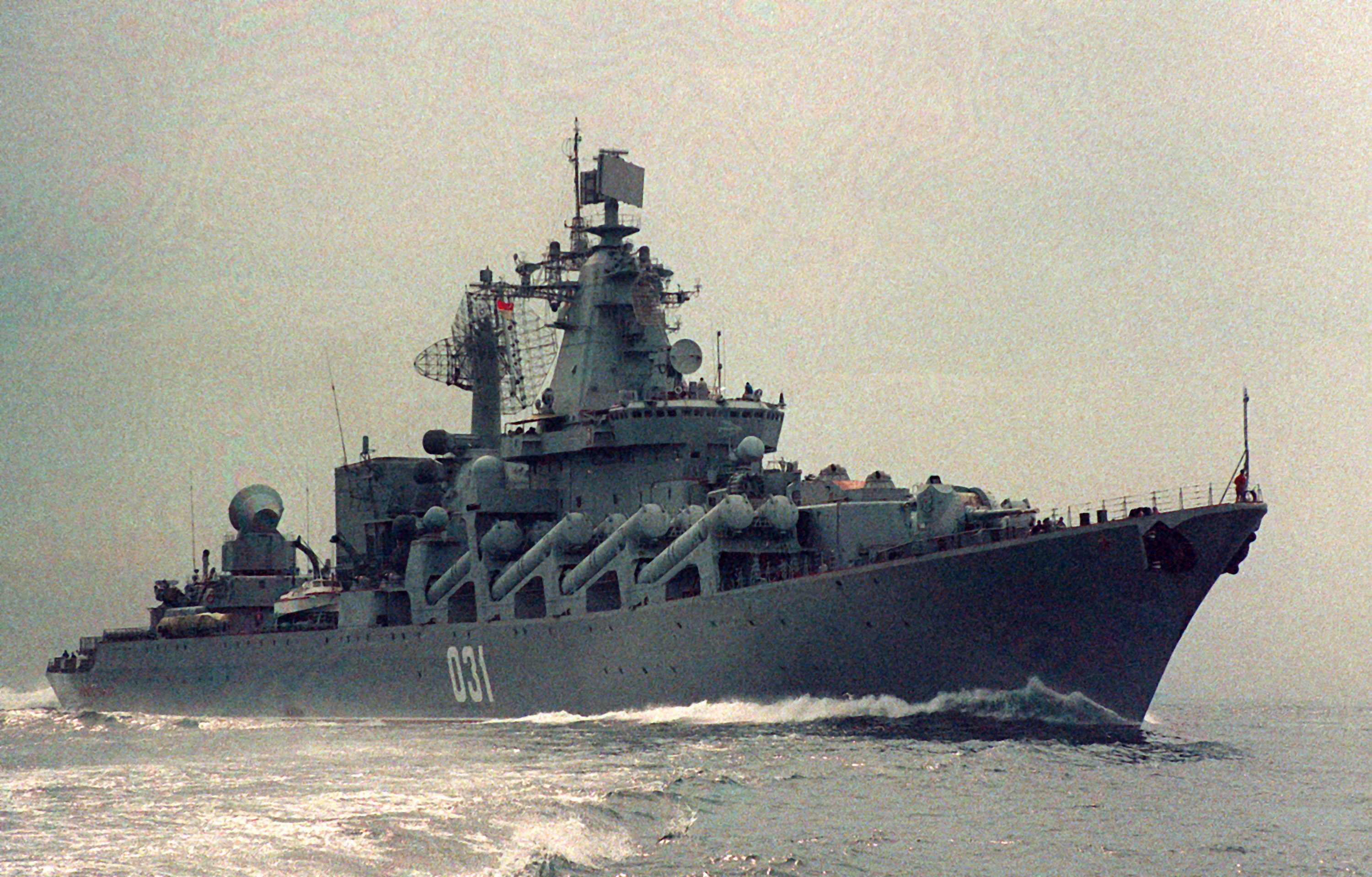
瓦良格號巡洋艦

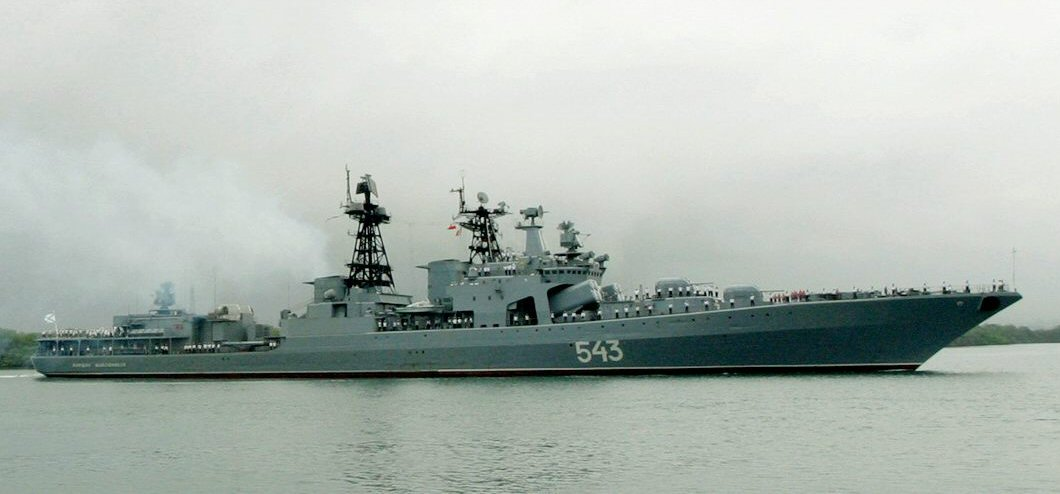
無畏級驅逐艦薩波什尼科夫元帥號

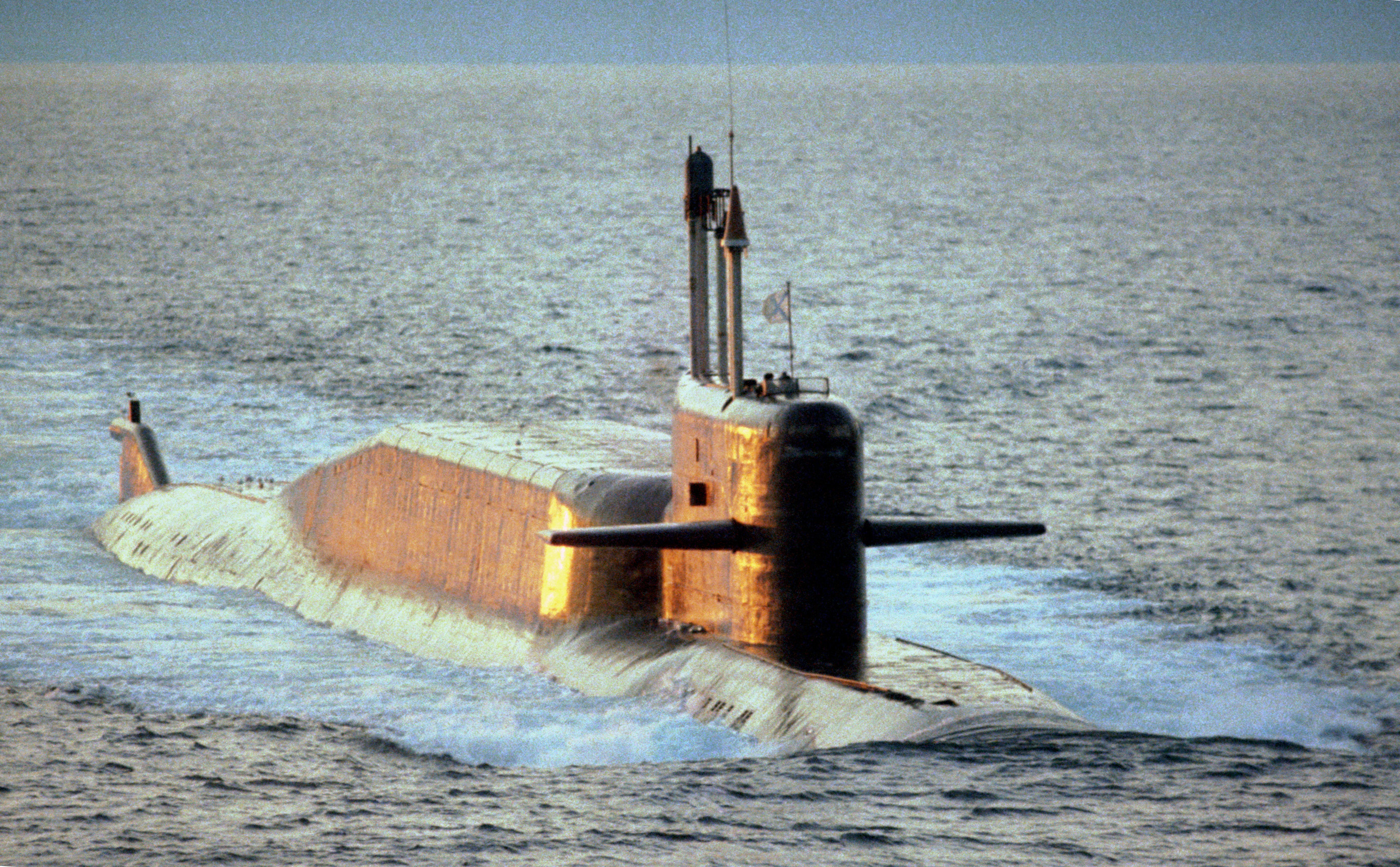
德爾塔級核潛艇

## 重要船只（2008年）

### 战略核潜艇
目前已知的是所有三艘北风之神级核潜艇均将被交付太平洋舰队，他们将取代德尔塔级核潜艇。
三艘北风之神级核潜艇第一艘2007年4月15日下水，目前正在装备中，第二艘2004年3月19日开工，计划2009年下水。第三艘2006年3月19日开工，计划2011年下水。德尔塔级核潜艇目前有四艘驻扎在太平洋舰队。

### 战术导弹核潜艇
太平洋舰队有五艘奥斯卡级核潜艇。1997年7月K-442在美国华盛顿州前的海面跟踪数艘美国航空母舰。1999年10月K-186侦查夏威夷群岛后驶向加州海岸并在那里遇到一艘美国航空母舰。

### 鱼雷核潜艇
太平洋舰队有三艘改进的阿库拉级核潜艇和五艘阿库拉级核潜艇。

### 常规潜艇
太平洋舰队有七艘基洛级潜艇。

### 导弹巡洋舰
一艘基洛夫级导弹巡洋舰目前停在海参崴的船坞里，目前还不明是否装备的預算会得到批准。一艘光榮級巡洋艦瓦良格号巡洋舰在过去两年中参加多次太平洋上的国际性军事演习。

### 大型导弹驱逐舰
一艘现代级驱逐舰。

### 大型反潜驱逐舰
四艘无畏级驱逐舰。

## 历任司令
- 1932年4月—1937年6月 维克托罗夫(1935年11月起为一级舰队级)
- 1937年6月—1938年1月 基列耶夫(一级分舰队级)
- 1938年1月—1939年3月 库兹涅佐夫(二级分舰队级，后为海军少将，1951年1月晋升为海军中将，1950年2月—1951年7月为第5舰队司令)
- 1939年3月—1947年1月 尤马舍夫(一级分舰队级，1940年6月为海军中将，1943年5月晋升为海军上将)
- 1947年1月—1950年2月 第5舰队司令为弗罗洛夫海军中将
- 1951年8月—1953年4月 第5舰队司令为潘捷列耶夫海军中将(1953年8月晋升为海军上将，)
- 1947年1月—1951年10月 第7舰队司令为拜科夫海军中将
- 1951年10月—1953年8月 第7舰队司令为霍洛斯佳科夫海军中将
- 1953年4月—1956年1月 太平洋舰队司令为潘捷列耶夫海军中将
- 1956年1月—1958年2月 瓦连京·安德罗耶维奇·切库罗夫（俄语：Чекуров, Валентин Андреевич）海军中将
- 1958年2月—962年6月 福金海军上将
- 1962年6月—1969年3月 阿梅利科海军中将(1964年4月晋升为海军上将)
- 1969年3月—1974年9月 斯米尔诺夫海军中将(1970年4月晋升为海军上将，1973年11月晋升为海军元帅)
- 1974年9月—1979年8月 马斯洛夫海军中将(1975年4月晋升为海军上将)
- 1979年8月—1981年2月 斯皮里多诺夫海军中将(1979年10月晋升为海军上将）。

## 2008 年潜艇事故
2008 年 11 月 8 日，在日本海进行海上试验期间试运行的核动力攻击潜艇 Nerpa 发生事故，造成 20 多人死亡 这是自2000年库尔斯克号核潜艇沉没以来最严重的潜艇事故。Nerpa 是太平洋舰队的一艘阿库拉级潜艇。它的建造始于 1991 年，但由于缺乏资金而被推迟。